# Soulamea terminalioides
Soulamea terminalioides är en bittervedsväxtart som beskrevs av John Gilbert Baker. Soulamea terminalioides ingår i släktet Soulamea och familjen bittervedsväxter. Inga underarter finns listade i Catalogue of Life.